# فائدة متجمعة

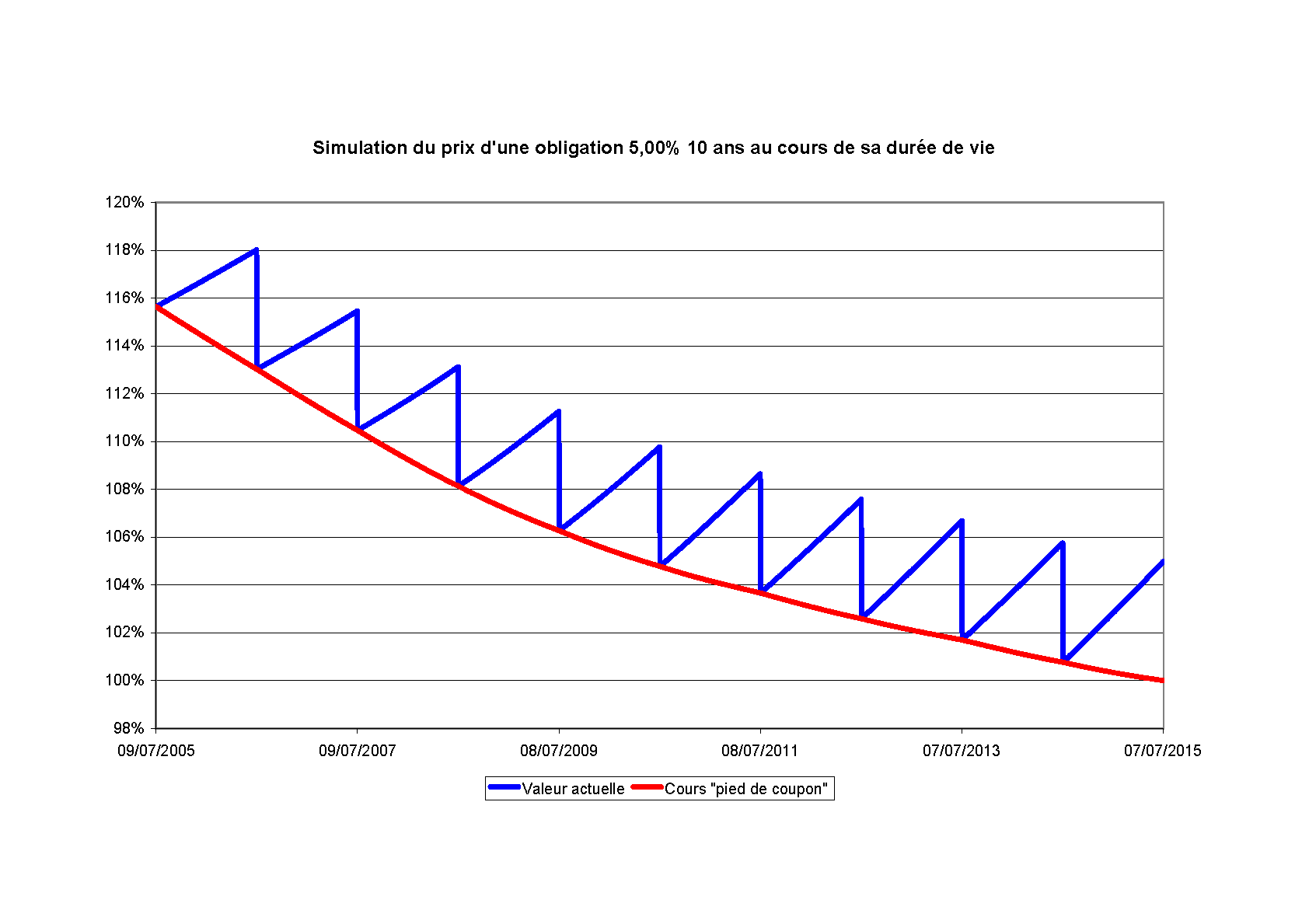

في الاقتصاد، الفائدة المتجمعة (بالإنجليزية: accrued interest)‏ هي الفائدة المتجمعة منذ الاسثمار الأساسي أو منذ تسديد آخر استحقاق. وبالنسبة للسندات الاسثمارية تحسب الفائدة المتجمعة وتصرف على فترات. والدخل المتجمع هو الدخل الذي تجمع ولم يستلم بعد.

## معادلة حسابها
معالة حساب الفائدة المتجمعة والتي تجمعت في فترة معينة :
{\displaystyle I_{A}=T\times P\times R}
حيث {\displaystyle I_{A}} الفائدة المتجمعة,
{\displaystyle T} الجزء من السنة ,
{\displaystyle P} الأصل,
{\displaystyle R} معدل الفائدة السنوي.
و تحسب {\displaystyle T} كالآتي:
{\displaystyle T={\frac {D_{P}}{D_{Y}}}}
حيث:
{\displaystyle D_{P}} عدد أيام الفترة,
و {\displaystyle D_{Y}} عدد أيام السنة.
والفائدة المركبة compounding instrument أو compounding interest تجمع الفائدة المستحقة عن كل فترة على رأس المال.
والمتغير الرئيسي الذي يحدد الحسبة هي الفترة بين دفع الفوائد وعدد الأيام التي تحدد جزء السنة.